# 织拟捻螺
织拟捻螺（学名：Truncacteocina biplex），舊屬拟捻螺科拟捻螺属，今屬盒螺科截拟捻螺属。

## 分佈
分布于日本，包括南中國海等海域，属于暖水性种类。其多生活于潮下带较深海底的细砂质底。

## 外部連結
- 維基物種上的相關：织拟捻螺